# Asteroceras
Asteroceras es un género extinto de cefalópodos de la subclase Ammonoidea. Estos carnívoros nectónicos de rápido movimiento vivieron durante los períodos Triásico y Jurásico (de 205,6 a 189,6 Ma).

## Especies
- Asteroceras blakei  Spath 1925
- Asteroceras confusum  Spath, 1925
- Asteroceras obtusum  (Sowerby, 1817)
- Asteroceras reynesi  Fucini 1903
- Asteroceras saltriensis  Parona 1896
- Asteroceras smithii  (Sowerby, 1814)
- Asteroceras stellare  (Sowerby 1815)
- Asteroceras turneri  (Sowerby, 1814)

## Distribución
Los fósiles se pueden encontrar en los estratos marinos del Jurásico de Canadá, China, Alemania, Hong Kong, Hungría, Perú y Turquía, en el Triásico de Estados Unidos y en Lyme Regis en los Asteroceras obtusum zona del Alto Sinemuriense.